# Salla (Finland)
Salla is een gemeente in het Finse landschap Lapland.
De gemeente heeft een totale oppervlakte van 5.729,83 km² en telt 3.336 inwoners (2022). De gemeente is vernoemd naar het dorpje Salla dat tevens het administratieve centrum van de gemeente is.
Salla is een bekend toeristisch gebied. Zo'n tien kilometer ten zuiden van het dorpje Salla ligt Sallatunturi, het toeristische centrum van de gemeente. Er bevinden zich diverse skipistes (waaronder de steilste piste van Finland), langlaufloipen en een rendierpark. Binnen de gemeente Salla bevindt zich het nationaal park Oulanka, dat zich uitstrekt tot in de gemeente Kuusamo. In 2022 werd in Salla het Nationaal park Salla opgericht.

## Geschiedenis
Salla ligt in Oost-Lapland tegen de Russische grens. Er is om Salla gevochten tijdens de Winteroorlog, de Vervolgoorlog en de Laplandoorlog.
Tijdens de Winteroorlog vielen Sovjettroepen Salla binnen, maar werden daar tot staan gebracht door het Finse leger in de slag bij Salla. Na de oorlog werd bijna vijftig procent van de gemeente afgestaan aan de Sovjet-Unie. In dat gebied lagen acht dorpjes: Korja, Kuolajärvi, Kurtti, Lampela, Sallansuu, Sovajärvi, Tuutijärvi en Vuorijärvi.
Tijdens de Vervolgoorlog viel het Duitse XXXVI korps de Sovjetposities aan tijdens een operatie met de codenaam Polarfuchs. Met de hulp van de Finse 6de Divisie slaagde het korps erin om het afgestane gebied te bezetten. Tijdens de vredesonderhandelingen met de Russen werd echter overeengekomen dat de grenzen zoals vastgelegd in 1940, na de Winteroorlog, werden hersteld. Het afgestane deel wordt nu wel Vanha Salla (Oud Salla) genoemd.
Aan het einde van de Tweede Wereldoorlog werden de Duitse troepen uit Lapland verdreven door het Finse leger tijdens de zogenaamde Laplandoorlog.